# Залежність від соціальних мереж
Залежність від соціальних мереж є захворюванням, спричиненим надмірним використанням соціальних мереж. Фахівці в усьому світі і, зокрема, професор Димитрій Крістакіс, редактор журналу «JAMA Pediatrics», вважають, що «хоча це захворювання ще не було класифіковане як психопатологічне, воно поширюється в суспільній свідомості як потенційно проблематичний стан, знаходячи відображення в численних паралельних, визнаних розладах» і може стати «епідемією 21-го століття». Він також стверджує, що «зараз ми всі беремо участь у неконтрольованому експерименті над наступним поколінням дітей». Такий діагноз, як залежність від соціальних мереж, не визнається в Діагностичному і статистичному посібнику з психічних розладів. Проте, фахівці в галузі Синдрому гіперактивності з дефіцитом уваги одностайно стверджують, що для деяких людей порушення нервово-психічного розвитку в дитинстві та підлітковому віці стали непередбачуваними наслідками залежності від соціальних мереж. Це особливо помітно в дітей, які схильні до СГДУ (синдром гіперактивності і дефіциту уваги) на генетичному рівні.
Фахівці в усьому світі працюють над цією проблемою з наукової точки зору. Зокрема, Національний інститут здоров'я в грудні 2018 р. набрав 11 834 молодих людей для участі в масштабному дослідженні з нейровізуалізації, яке має намір вивчити багато аспектів розвитку дітей, включно з часом, який вони проводять перед екраном монітору. Соціальні мережі часто ненавмисно докорінно змінюють способи мислення дітей, їхньої взаємодії й розвитку. Іноді такі зміни є позитивними, іноді — вкрай негативними. Незважаючи на те, що проблеми з психічним здоров'ям виникали впродовж усієї історії існування людини, на даний час учені не мають чіткого уявлення про прямі зв'язки між соціальними мережами та психічним здоров'ям. Є припущення, що вони залежать від того, яка платформа соціальної мережі використовується. Доведено, що є взаємозв'язок між хронічною залежністю від інтернету та Синдромом гіперактивності з дефіцитом уваги.
Якщо людей, схильних до СГДУ, не лікувати, у них можуть розвинутися й інші психоневрологічні захворювання, особливо в умовах хронічного недосипання.

## Довідкова інформація

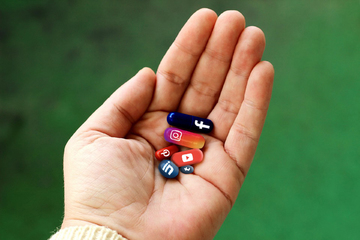
Алегорія залежності від соціальних мереж

Соціальні мережі в сучасному розумінні з'явилися в 1997 році. Однією з перших була SixDegrees.com, що ґрунтувалася на теорії шести рукостискань. До 2000 року 100 мільйонів людей отримали доступ до мережі Інтернет, а MySpace стала першим справжнім сплеском використання соціальних мереж. Facebook була винайдена у 2004 році й на сьогодні налічує 2,27 мільярдів активних користувачів. Facebook Inc також є власником соціальних медіа-платформ Instagram і WhatsApp.
Залежність від Інтернету вже декілька років визнана хворобою, особливо в таких країнах як Китай і Південна Корея. Більшість досліджень цього розладу присвячені ігровій залежності, а не залежності від соціальних мереж.
Деякі вчені-медики довели, що дівчата та жінки більш схильні до залежності від соціальних мереж, аніж хлопці та чоловіки. СГДУ в дівчат та жінок важче піддається лікуванню аніж у чоловіків загалом.
Синдром гіперактивності з дефіцитом уваги або СГДУ — це порушення нервово-психічного розвитку, яке медики лікують індивідуально в кожному окремому випадку. Детально, на науковому рівні вивчається зв'язок між ігровою залежністю, СГДУ та залежністю від соціальних мереж.

## Нервово-психічний розвиток
З дитинства й щонайменше до 20 років, за допомогою процесу синаптичного прунінгу, у людей видаляються мільярди зв'язків у мозку під час навчання та встановлення зв'язків. Є теорія, відповідно до якої соціальні мережі можуть впливати на цей процес у тих людей, хто має до цього схильність. Це може проявлятися в таких симптомах СГДУ, як емоційна дисрегуляція, неможливість зосередити увагу, гіперактивність і занепокоєння.
СГДУ лікується в кожному випадку окремо, залежно від людини та інших, наявних у неї патологій. Часто таке лікування завершується успішно без медикаментозного втручання. СГДУ трапляється й у багатьох дорослих.
Є усталена еволюційна теорія, відповідно до якої гени, що зумовлюють схильність до СГДУ, раніше були адаптивними, тому багато людей мають схожі проблеми. Очевидно соціальні мережі загострюють ці проблеми до такого ступеня, що всі молоді люди, у яких схильність до залежності раніше була на генетичному рівні, зараз ризикують стати залежними від будь-чого, що викликає залежність. · 

## Стратегії
Останні декілька років Facebook та інші соціальні мережі викликають велику кількість критики. Багато людей разом продовжують працювати над цією проблемою в усьому світі. Ці теорії впродовж довгого періоду часу мали багато суперечностей. Проте, з розвитком неврології з'являється все більше доказів на їхню користь. ·  · 

### Педіатрія
Професор Димитрій Крістакіс, редактор журналу «JAMA Pediatrics», став основним автором сімейного медіа-плану, який може використовувати будь-яка людина у світі   [Архівовано 6 червня 2019 у Wayback Machine.] Він особливо рекомендує батькам дітей віком 1,5-2 років «уникати використання цифрових мереж, за винятком відео дзвінків». Поточні дослідження не дають чіткої відповіді на те, яка кількість часу, проведеного дитиною за монітором або в соціальній мережі, є надмірною. Проте, Американська академія педіатрів рекомендує обмежити час, що його дитина віком від 2 до 5 років проводить за екраном монітору, однією годиною перегляду високоякісних програм на день. Професор Крістакіс не рекомендує припиняти використовувати соціальні мережі та інші технології дітям, а лише рекомендує батькам звернути увагу на те, що саме замінюють собою технології. Він повідомив попередні результати дослідження, впродовж якого дітям у дитячій лікарні Сіетлу давали гратися справжніми іграшками і планшетними комп'ютерами і спостерігали за тим, що діти повертали більш охоче: іграшки чи планшетні комп'ютери. Дослідження триває.

### Антропологія
Професор антропології Даніель Міллер в Університетському коледжі Лондона розпочав у 2018 р. п'ятирічне дослідження «ASSA» (Антропологія смартфонів, дорослішання та психічного здоров'я), яке складається з «десяти п'ятнадцятимісячних досліджень культурних особливостей в усьому світі», які збігаються в часі. Він зазначає, що вплив соціальних мереж є дуже специфічним залежно від країни й культури. Він стверджує, що «непрофесіонал може відкинути ці чинники, як несуттєві. Але антрополог поставиться до них серйозно, досліджуючи на емпатичному рівні кожну цифрову технологію в рамках широкого соціального та культурного контексту». ІВін продовжує досліджувати вплив соціальних мереж в усьому світі, використовуючи технології, і проводить безплатні п'ятитижневі онлайн-курси під назвою «Антропологія соціальних мереж: Чому ми розміщуємо інформацію в Інтернеті». «Курс базується на роботі дев'яти антропологів, кожен із яких провів 15 місяців у Бразилії, Чилі, індустріальному та аграрному Китаї, Англії, Індії, Італії, Тринідаді й Туреччині». Факультет антропології Університетського коледжу Лондона також опублікував безплатні книги про їхні поточні проекти в інтернеті

### Письменники та художники
Доктор Лінн Келлі зі штату Вікторія, Австралія, опублікувала книгу під назвою «Код пам'яті», у якій йдеться про «дієві способи запам'ятовування, які використовувалися корінним населенням в усьому світі. Вона виявила, що такий прадавній спосіб запам'ятовування є таємницею, яка стоїть за великими кам'яними монументами, як-от Стоунхендж, який багато років ставить у глухий кут археологів». Весняна програма бібліотеки Goldfields Library у 2016 р. сприяла тому, що «молоді письменники отримали чітку картину того, що відбувається, за допомогою книги доктора Лінн Келлі, яка розкриває таємницю Стоунхенджа». Це також сприяло тому, що «люди старшого віку змогли скористатися перевагами цифрової грамотності для вивчення тонкощів соціальних мереж, онлайн-музики на iTunes, ресурсів електронних бібліотек тощо».

### Психологія
Психологи вже багато років працюють над переосмисленням концепцій залежності від смартфонів, СГДУ та залежності від соціальних мереж. Визнаний іспанський психолог Маріно Перез-Альварез у 2015 р. заявив, що потрібно провести метанаукову філософську оцінку з онтологічним запитанням «що таке СГДУ», та гносеологічним запитанням «як сама наука визначає та формує те, чим є СГДУ».
Науковий журнал Frontiers in Psychology розглядає багато дослідницьких тем, відкритих до співробітництва в усьому світі, щодо цих питань, зокрема, у галузі неврології, вікової психології та соціальних мереж.

### Неврологія
Неврологи зазначили «зміни в анатомії мозку, пов'язані із залежністю від соціальних мереж». Журнал «Trends in Cognitive Sciences» зазначив у 2015 р., що «Неврологи починають користуватися з доступності соціальних мереж для отримання нових уявлень про соціальні когнітивні процеси». У 2018 р. журнал «Neuropsychopharmacology» опублікував працю під назвою «Визначення ризику використання психоактивних речовин на основі глибоких нейронних зв'язків і даних соціальної мережі Instagram». Журнал Nature опублікував огляд на тему «Як аналіз і обробка даних можуть сприяти дослідженню психічного здоров'я». Він також постійно публікує дослідження, що вивчають залежність. Багато неврологічних теорій, присвячених залежності, вважаються застарілими, деякі з них базуються на низці експериментів «Парк пацюків», які проводилися у 1970-х рр., і були опубліковані в журналі Pharmacology Biochemistry and Behavior.

### Журналістика
За останні п'ять років ми дізналися багато інформації щодо Синдрому гіперактивності з дефіцитом уваги та залежності від соціальних мереж. Багато журналістів, які працюють у традиційних та онлайн-засобах масової інформації, повідомляли про це багато років.

### Технології
Оскільки усвідомлення цих проблем розвивається, багато технологічних та медичних спільнот продовжують співпрацювати в пошуках нових рішень. Онлайн-сторінка журналу «ADDitude» постійно підтримує тих, кому поставлений діагноз СГДУ або подібний до нього, за допомогою Інтернету. Apple Inc придбала в третьої сторони додаток та інкорпорувала його як «час, проведений біля монітору», пропагуючи цей додаток як невід'ємну частину iOS 12. Німецька технологічна стартап-компанія розробила смартфон, який працює на базі ОС Android, спеціально призначений для мінімізації часу, який людина проводить за екраном. Газета News Corp опублікувала декілька стратегій мінімізації часу, що його людина проводить за екраном. Повідомлялося, що банк Westpac New Zealand не розміщує рекламу в соціальних мережах.

### Психіатрія
Психіатрія не є точною медичною наукою, як, наприклад, неврологія. Вона використовує основні принципи медичної етики для аналізу, лікування психічних захворювань та запобігання несприятливим наслідкам психічних захворювань. У психіатрії також аналізуються власні концепції та діагнози, які, за необхідності, переосмислюються. Багато політиків підтримують психіатрію під час цього процесу, зокрема, Наїд Ненші, чинний мер м. Калгарі, Канада, який у 2018 році заявив, що «нам потрібен підхід до психічного здоров'я, залежності та попередження злочинності в рамках усієї системи, й ми повинні вирішувати ці проблеми разом».
У листопаді 2018 р. канадський Альянс із питань СГДУ провів конгрес, виступити на якому було запрошено багато доповідачів, включно з Наїдом Ненші і професором Кристакісом, редактором журналу «JAMA Paediatrics». Психіатри продовжують аналізувати, лікувати та сприяти обізнаності з питаннями спільного запобігання цим глобальним проблемам. Це відбувається на глобальному рівні під час проведення конференцій і конгресів для психіатрів.
«CADDRA» є канадською неурядовою, непромисловою організацією. На своєму вебсайті вони позиціонують себе як відкриту організацію для психіатрів-практиків і фахівців у сфері охорони здоров'я, зацікавлених СГДУ. Учасники приєднуються до мережі фахівців у сфері охорони здоров'я в Канаді та за її межами. Учасники «отримують копію визнаного на міжнародному рівні канадського Практичного керівництва зі СГДУ та доступ до інших пільг і привілеїв».